# 8대 쇼군 요시무네
《8대 장군 요시무네》(八代将軍吉宗)는 1995년 일본 NHK에서 제작한 대하드라마이다.

## 배역

### 주인공
- 도쿠가와 요시무네 : 니시다 토시유키 (아역: 아오야기 쇼 → 사카모토 히로유키)

### 기슈 도쿠가와 가문&요시무네의 가족
- 도쿠가와 미츠사다: 오오타키 히데지
- 도쿠가와 츠나노리: 타츠미 타쿠로
- 도쿠가와 요리모토: 노구치 고로
- 마츠다이라 요리즈미: 후지오카 타쿠야
- 도쿠가와 무네나오: 에모토 아키라
- 도쿠가와 이에시게 : 2대 나카무라 바이자쿠
- 타야스 무네타케: 야마시타 키스케
- 히토츠바시 무네타다: 시시도 카이
- 도쿠가와 이에하루 : 이시이 스구루
- 시미즈 시게요시

### 쇼군 도쿠가와 가문
- 도쿠가와 츠나요시 : 츠가와 마사히코
- 도쿠가와 이에노부 : 호소카와 토시유키
- 도쿠가와 이에츠구 : 나카무라 바이키

### 오오쿠
- 타카츠카사 노부코 : 마츠바라 치에코
- 에몬노스케 : 나카다 요시코
- 오덴노카타 : 나츠키 마리
- 덴에이인 : 쿠사부에 미츠코
- 겟코인 : 나토리 유코
- 에지마 : 아베 시즈에

### 기슈 번사&요시무네의 측근 및 그들의 가족
- 카노 히사미치 : 코바야시 넨지
- 아리마 우지노리 : 스마 케이
- 미즈노 시게타카 : 쿠로사와 토시오

### 오와리 도쿠가와 가문과 가신들
- 도쿠가와 무네하루 : 나카이 키이치
- 도쿠가와 미츠토모 : 네가미 준
- 도쿠가와 츠나나리 : 나카야마 진
- 도쿠가와 요시미치 : 츠츠미 신이치
- 도쿠가와 코로타 : 이토 키미노리
- 도쿠가와 츠구토모 : 하가 켄지
- 도쿠가와 무네카츠 : 신도 에이사쿠
- 나루세 마사치카 : 타케우치 토오루
- 나루세 하야토노카미 : 데라다 미노리(청년기: 후지 신슈)
- 다케노코시 마사타케 : 마코토 나오야(청년기: 시메노 시게루)

### 미토 도쿠가와 가문
- 도쿠가와 미츠쿠니 : 나가토 히로유키
- 도쿠가와 츠나에다 : 야마모토 케이
- 도쿠가와 무네타카 : 니시무라 카즈히코
- 도쿠가와 무네모토 : 오구리 슌

### 에도 막부

#### 막각
- 츠치야 마사나오 : 나고야 아키라
- 쿠제 시게유키 : 야마모토 카쿠
- 아베 마사타카 : 아키노 타이사쿠
- 미즈노 타다유키 : 이시다테 테츠오
- 안도 노부토모 : 나카야 노보루
- 마츠다이라 노리사토 : 아베 히로시
- 마츠다이라 노부토키 : 니시오카 토쿠마
- 마츠다이라 타케치카 : 카가와 테루유키
- 이노우에 마사미네 : 이시하마 아키라
- 마츠다이라 테루사다 : 타니무라 마사히코
- 도다 타다자네 : 야노 센
- 혼다 타다나가 : 나카 쿄지
- 야나기사와 요시야스 : 에노키 타카아키
- 오쿠보 타다토모 : 쿠메 아키라
- 아베 마사타케 : 히사토미 코레하루
- 마키노 나리사다 : 카치 야스유키
- 도다 타다마사 : 이나가키 쇼조
- 아키모토 타카토모 : 타키타 유스케
- 이이 나오오키 : 코다마 켄지
- 마나베 아키후사 : 이시자카 코지
- 오가사와라 나가시게 : 사카구치 요시사다
- 오오쿠보 타다마스 : 오세 이타루
- 홋타 마사스케
- 사카이 타다즈미 : 쿠사카와 유마
- 혼다 마사요시
- 혼다 마사나가 : 마유미다 카즈오
- 오오쿠보 츠네하루
- 마츠다이라 노리카타 : 츠루타 시노부
- 사카이 타다요리
- 사카이 타다오토 : 타카오카 켄지

#### 막신
- 오오오카 타다스케 : 타키타 사카에
- 오규 소라이 : 츠카야마 마사네
- 아라이 하쿠세키 : 사토 케이
- 키라 요시히사 : 야규 히로시
- 오오오카 타다미츠 : 아마미야 료
- 타누마 오키츠구 : 코바야시 켄
- 이노우에 마사유키 : 이시이 켄이치

#### 야나기사와 가문
- 사다코 : 스가타 하루카
- 야나기사와 요시사토 : 모리타 고

### 여럿 다이묘
- 마에다 츠나노리 : 타카마츠 히데오
- 우에스기 츠나노리 : 하야미 료
- 아사노 타쿠미노카미 : 류 다이스케
- 마츠다이라 시게마사 : 마에다 켄
- 아사노 요시나가 : 야지마 켄이치
- 모리 모로나리 : 치다 사토루
- 야규 토시카타 : 카츠 미츠노리
- 도키 요리토시 : 우치야마 모리히코
- 마츠다이라 다케마사 : 카와다 히로유키
- 마츠다이라 요리타다 : 나카자키 타츠야
- 마츠다이라 요리사다 : 모리타 히로야
- 시마즈 츠구토요 : 모리나가 켄지
- 시마즈 마스노스케 : 미야모토 히로키

### 그 외
- 치카마츠 몬자에몬 : 에모리 토오루
- 고노에 모토히로 : 스가와라 켄지
- 이시다 바이간 : 이와시타 히로시

| NHK 대하드라마 | NHK 대하드라마    | NHK 대하드라마 |
| 이전 작품      | 작품명            | 다음 작품      |
| -------------- | ----------------- | -------------- |
| 꽃의 난        | 8대 쇼군 요시무네 | 히데요시       |